# Croton grazielae
Croton grazielae é uma espécie de planta da família Euphorbiaceae e do gênero Croton.   É uma liana encontrada no bioma amazônico.

## Taxonomia
O táxon foi descrito oficialmente em 1992 por Ricardo de Sousa Secco.  Foi coletada originalmente no estado do Amazonas, entre a missão Salesiana e a Serra do Pirapucu, com o holótipo depositado no Museu Paraense Emílio Goeldi.
Seu epíteto específico foi dado em homenagem a Dra. Graziela Maciel Barroso, pesquisadora da área de botânica sistemática.  
Na mesma publicação em que foi descrita, Ricardo descreveu também as espécies Croton javarisensis e Croton perimetralensis.